# Donald Trautman
Donald Walter Trautman (ur. 24 czerwca 1936 w Buffalo, Nowy Jork, zm. 26 lutego 2022 w Erie) – amerykański duchowny katolicki, biskup Erie w Pensylwanii w latach 1990–2012.
Kształcił się w Niagara University w Lewiston. Następnie wyjechał na studia teologiczne do Austrii i na Uniwersytecie w Innsbrucku uzyskał licencjat pod kierunkiem Karla Rahnera SJ. W Innsbrucku otrzymał też święcenia kapłańskie 7 kwietnia 1962. Udzielił ich miejscowy ordynariusz Paulus Rusch. Po powrocie do ojczyzny rozpoczął wieloletnią prace duszpasterską w rodzinnej diecezji Buffalo. Przerwą w obowiązkach duszpasterskich były studia w Rzymie, które ukończył doktoratem z teologii w 1966. W czasie Soboru watykańskiego II był jednym z periti (teologicznym ekspertem). W latach 1966–1973 wykładał teologię i pismo święte w Seminarium im. św. Jana Vianneya. Później służył jako osobisty sekretarz biskupa Buffalo i kanclerz, a następnie wikariusz generalny diecezji. W 1975 otrzymał tytuł honorowego prałata Jego Świątobliwości.
27 lutego 1985 otrzymał nominację na pomocniczego biskupa Buffalo ze stolicą tytularną Sassura. Sakry udzielił mu miejscowy biskup diecezjalny Edward Dennis Head. Obowiązki te dzielił w tym okresie swego życia z funkcją rektora Seminarium Chrystusa Króla (dawniej św. Jana Vianneya). 2 czerwca 1990 mianowany biskupem diecezjalnym Erie. Od początku zarządzał bardzo energicznie przyczyniając się do odnowienia katedry, organizując specjalny program powołaniowy dla młodych i fundując dom księdza emeryta. W Konferencji Biskupów Amerykańskich zasiada w komisjach ds. Doktryny Wiary, Finansów i Liturgii. Bp Trautman był jednym z największych przeciwników Summorum Pontificum w episkopacie amerykańskim.
31 lipca 2012 papież Benedykt XVI przyjął jego rezygnację ze względu na osiągnięty wiek emerytalny. Zmarł 26 lutego 2022.